# Gaza Strip Premier League 2023/24
Die Gaza Strip Premier League 2023/24 war die 22. Spielzeit der höchsten Fußballliga im Gazastreifen. Ausgetragen wurde die Liga von der Palestinian Football Association. An dem Wettbewerb nahmen zwölf Mannschaften teil. Die Liga begann mit dem ersten Spieltag am 11. August 2023. Nach dem sechsten Spieltag wurde die Liga im Oktober 2023 wegen dem Krieg in Israel und Gaza abgebrochen. Titelverteidiger war Khadamat Rafah.

## Teilnehmende Mannschaften
| Mannschaft              | Standort    | Stadion                         | Kapazität |
| ----------------------- | ----------- | ------------------------------- | --------- |
| al-Ittihad Shuja’iyya   | Gaza        | Palestine Stadium               | 10.000    |
| Khadamat Rafah          | Rafah       | Rafah Municipal Stadium         | 5.000     |
| al-Ittihad SC Khanyunis | Chan Yunis  | Sports City Stadium (Palästina) | 9.000     |
| Khadamat al-Shatee      | Gaza        | Yarmouk Stadium                 | 9.000     |
| Shabab Rafah            | Rafah       | Rafah Municipal Stadium         | 5.000     |
| Shabab Jabalia          | Dschabaliya | Beat Lahia Stadium              |           |
| al-Ahli SC (Beit Hanun) | Beit Hanun  | Palestine Stadium               | 10.000    |
| Shabab Khanyunis SC     | Chan Yunis  | Khan Yunis Municipal Stadium    |           |
| al-Sadaqah SC           | Gaza        | Palestine Stadium               | 10.000    |
| Gaza SC                 | Gaza        | Yarmouk Stadium                 | 9.000     |
| Ittihad Beit Hanun SC   | Beit Hanun  | Beit Hanoun Stadium             | 5.000     |
| al-Hilal SC Gaza        | Gaza        | Palestine Stadium               | 10.000    |

## Tabelle
Stand: Oktober 2023 (Nach Abbruch)
| Pl. | Verein                      | Sp. | S | U | N | Tore    | Diff. | Punkte |
| --- | --------------------------- | --- | - | - | - | ------- | ----- | ------ |
| 1.  | al-Ittihad Shuja’iyya       | 6   | 5 | 1 | 0 | 014:400 | +10   | 16     |
| 2.  | Khadamat Rafah (M)          | 6   | 5 | 0 | 1 | 009:400 | +5    | 15     |
| 3.  | al-Ittihad SC Khanyunis     | 6   | 3 | 3 | 0 | 007:400 | +3    | 12     |
| 4.  | Khadamat al-Shatee (N)      | 6   | 3 | 2 | 1 | 007:600 | +1    | 11     |
| 5.  | Shabab Rafah                | 6   | 3 | 1 | 2 | 010:900 | +1    | 10     |
| 6.  | Shabab Jabalia              | 6   | 2 | 3 | 1 | 008:800 | ±0    | 09     |
| 7.  | al-Ahli SC (Beit Hanun) (N) | 6   | 2 | 2 | 2 | 009:600 | +3    | 08     |
| 8.  | Shabab Khanyunis SC         | 6   | 1 | 2 | 3 | 008:130 | −5    | 05     |
| 9.  | al-Sadaqah SC               | 6   | 1 | 1 | 4 | 006:900 | −3    | 04     |
| 10. | Gaza SC                     | 6   | 0 | 3 | 3 | 005:900 | −4    | 03     |
| 11. | Ittihad Beit Hanun SC       | 6   | 0 | 3 | 3 | 006:110 | −5    | 03     |
| 12. | al-Hilal SC Gaza            | 6   | 0 | 1 | 5 | 007:130 | −6    | 01     |

| Zum Saisonende 2022/23: |                                                                              |
| (M)                     | Amtierender Meister: Khadamat Rafah                                          |
| (N)                     | Aufsteiger aus der zweiten Liga: Khadamat al-Shatee, al-Ahli SC (Beit Hanun) |